# 山中敬一
山中 敬一（やまなか けいいち、1947年 - ）は、日本の法学者。専門は刑法。学位は、博士（法学）（京都大学・論文博士・1999年）。関西大学名誉教授。

## 人物
大阪府出身。関西大学政策創造学部准教授の山中友理は娘。

## 略歴
- 1970年 関西大学法学部卒業
- 1975年
  - 京都大学大学院法学研究科博士課程単位取得退学
  - 関西大学法学部専任講師
- 1978年 関西大学法学部助教授
- 1980年 ドイツ・フンボルト財団奨学金でミュンヘン大学留学（至1982年）
- 1985年 関西大学法学部教授
- 1999年 京都大学より博士（法学）の学位を取得
- 2004年 関西大学大学院法務研究科（法科大学院）教授、初代科長（2007年まで）
- 2007年 ポーランド・ビアウィストック大学名誉博士号授受
- 2009年
  - 中国・武漢大学法学院 客員教授（3年間）
  - ペルー・ワヌコ大学名誉博士号授受
- 2014年 ドイツ・ゲッティンゲン大学名誉博士号授受、関西大学名誉教授

## 受賞歴
2014年 フンボルト財団よりライマール・リュスト賞を受賞

## 日本語著書
- 『刑法における因果関係と帰属』（成文堂　1984年）
- 『正当防衛の限界』（成文堂　1985年）
- 『論考大津事件』（成文堂　1994年）
- 『刑事法入門（改訂版）』（成文堂　1996年）
- 『刑法における客観的帰属の理論』（成文堂 1997年）
- 『中止未遂の研究』（成文堂　2001年）
- 『刑法総論I』（成文堂）
- 『刑法総論Ⅱ』（成文堂）
- 『刑法各論I』（成文堂）
- 『刑法各論Ⅱ』（成文堂）
- 『ロースクール講義刑法総論』（成文堂）
- 『医事刑法概論(I)（序論・医療過誤）』（成文堂）

## 日本語論文
- 過失犯における義務違反と結果の関係について（一〜三・完）（法学論叢92巻3号、93巻2号、93巻5号）
- ドイツにおける受刑者の法的地位の展開  1933年以前の行刑における行刑目的と法的展開（一～二・完）（法学論叢93巻5号、96巻1号）
- 幇助の因果関係 （関西大学法学論集25巻4-5-6合併号）
- 規範の保護目的の理論（一〜三）（関西大学法学論集27巻4号、5号、28巻3号）
- 「法的に自由な領域の理論」に関する批判的考察（関西大学法学論集32巻3=4=5号）
- 正当防衛の「社会倫理的」制限について（関西大学法学論集32巻6号、33巻1号、33巻2号）
- 法的に自由な領域の理論再批判ー金澤論文を読んで（法の理論[3]（成文堂））
- 着手中止と実行中止ー中止行為の意義に関する考察（関西大学法学論集34巻3・4・5号）
- 「共犯の処罰根拠」論（刑法雑誌27巻1号）
- 共同正犯の諸問題（上・下）（法学セミナー34巻4号、5号）
- ナチス刑法における「法の革新」の意義ーその解明の試み（ナチス法の思想と現実（関西大学法学研究所研究叢書・三））
- ナチの「不法と犯罪」の戦後処理（一〜八）（関西大学法学論集40巻5号、6号、41巻1号、2号、4号、42巻1号、42巻2号、6号）
- 大津事件の法的・歴史的評価　（関西大学法学論集41巻5=6号）
- 「危険創出連関」の構想についてー客観的帰属論の展開（関西大学法学論集43巻1=2号）
- 行為者自身の第二行為による因果経過への介入と客観的帰属ーウェーバーの概括的故意事例の検討を中心にー（刑事法学の総合的検討（福田平・大塚仁博士古希祝賀（下））有斐閣）
- 刑法における相当因果関係説から客観的帰属論へ（関西大学法学論集43巻4号）
- 客観的帰属の理論史的考察（一・二（完））（関西大学法学論集44巻6号、45巻1号）
- 危険創出連関の理論的考察ー客観的帰属論の展開（関西大学法学論集45巻2=3号）
- ドイツ連邦共和国における戦後補償法制の生成と展開（ドイツ・日本問題研究III 関西大学経済・政治研究所）
- 危険実現連関論の展開（一〜三（完））（関西大学法学論集46巻2号、3号、47巻1号）
- 中止犯における「自己の意思により」の意義についてー不合理決断説再論（刑事法学の課題と展望（香川達夫博士古希祝賀）（成文堂」））
- 可罰的責任論についてー期待可能性の理論の体系的地位（西原春夫先生古希祝賀論文集第二巻（成文堂））
- 客観的帰属論の立場から（特集 相当因果関係論の再検討）（刑法雑誌37巻3号）
- インターネットとわいせつ罪　（高橋和之・松井茂記編「インターネットと法」）
- 環境刑法の現代的課題　ジュリスト増刊「環境問題の行方」
- 我が国における客観的帰属の展望（特集 客観的帰属の展望）（現代刑事法4号）
- 着手中止と実行中止の要件についてー最近のドイツの判例の動向を中心に（関西大学法学論集49巻5号）
- 共犯論の総合的検討「はじめに」（刑法雑誌３９巻２号）
- 不能犯論における危険判断の構造ー二元的危険予測説の提唱（特集　未遂・不能犯論）
- 早すぎた構成要件実現と結果の帰属（現代社会型犯罪の諸問題）（板倉宏先生古稀祝賀論文集刊行委員会（勁草書房））
- 正当防衛権の根拠と限界（現代刑事法56号）
- 文書偽造罪における「偽造」の概念についてー作成行為帰属主体説の提唱（関西大学法学論集50巻5号）
- 共同正犯論の現在ー行為共同説と犯罪共同説（特集 共同正犯論の新展開）（現代刑事法２８号）
- 賄賂罪における職務関連性（現代刑事法39号）
- 詐欺罪における他人の財産に対する処分行為について（関西大学法学論集52巻4=5号）
- 不作為による幇助（斎藤誠二博士古稀記念「刑事法の現実と展開」）
- 詐欺罪における「処分行為」に関する一考察（刑事法学の現代的課題 阿部淳士先生古稀祝賀論文集）
- 中立的行為による幇助の可罰性　（関西大学法学論集56巻1号）
- 過失犯における「回避可能性」の意義（研修704号）
- 犯罪論における「危険予測」の二元的構想（関西大学法学論集56巻5=6号）
- 犯罪体系論における行為規範と制裁規範（鈴木茂嗣先生古稀祝賀論文集（上））
- 共犯理論（犯罪と刑罰18号）
- 作為犯と不作為犯の共犯関係（関西大学法学論集58巻4号）
- 二元的犯罪体系論と伝統的犯罪論ー鈴木博士の反論に答える（法律時報81巻10号）
- 共犯関係からの離脱（立石二六先生古稀祝賀論文集）
- 正犯原理に関する覚書（関西大学大学院法務研究科法科大学院ジャーナル第6号）
- 刑法の歴史（法学教室371号）
- 医事刑法の序論的考察（一〜二（完））（関西大学法学論集61巻3号、4号）
- 刑事製造物責任論における作為義務の根拠（関西大学法学論集60巻5号）
- 医療侵襲に対する患者の同意（関西大学法学論集61巻5号）
- 医師の説明義務（一〜二（完））（関西大学法学論集61巻6号、62巻1号）
- 医療過誤と客観的帰属（関西大学法学論集62巻2号）
- 医療過誤と刑事組織過失（一〜二（完））（関西大学法学論集62巻3号, 63巻1号）
- 医療過誤の諸類型と刑事過失ー判例の分析を中心に（関西大学法学論集62巻6号）
- 身体・死体に対する侵襲の刑法上の意義（一〜三（完））（関西大学法学論集63巻1号、2号、3号）
- 客観的帰属論の規範・判断構造（曽根威彦・田口守一先生古稀祝賀論文集）
- 不作為犯の正犯と共犯ー基本思想からの考察および区別基準の展開（川端博古稀祝賀論文集・上巻）
- 臨死介助における同一法益主体内の利益衝突についてー推定的同意論および緊急避難論の序論的考察（近畿大学法学62巻3・4号）
- 詐欺罪における財産的損害と取引目的（斎藤信治先生古稀　法学新報121巻11=12号）
- 強制わいせつの罪の保護法益について（研修817号）
- ドイツにおける臨死介助と自殺関与罪の立法の経緯について（浅田和茂先生古稀祝賀論文集上巻）
- ドイツにおける自殺関与罪をめぐる最近の議論に基づくわが刑法202条の処罰根拠の再考（現代の刑事法学（椎橋隆幸先生古稀祝賀論文集））

## ドイツ語編著書
- Einflüsse deutschen Strafrechts auf Polen und Japan (Alibi Eserとの共編著)　（Nomos Verlag, Baden-Baden）
- Strafrechtsdogmatik in der japanischen Risikogesselschaft (Nomosß Dike, Baden-Baden)
- Geschichte und Gegenwart der japanischen Strafrechtswissenschaft (de Gruyter, Berlin)
- Einführung in das japanische Strafrecht (Dunker & Humboldt, Berlin) 2017年出版予定

## ドイツ語論文
- Von dem Irrtum über den Kausalverlauf und der Vorhersehbarkeit des Kausalverlaufs, (Kansai University Review of Law and Politics No,2 S35-55)
- Kritische Betrachtungen über die Lehre vom rechtsfreien Raum (Kansai University Review of Law and Politics No.5 S.67-84)
- Zum Beginn der Tatausführung im japanischen Strafrecht.  (Strafrecht und Kriminalpolitil in Japan und Deutschland, (Hrsg. v. Hans-Joachim, Hirsch Thomas Weigend))
- Das Gesetzlichkeitsprinzip im japanischen Strafrecht (Kansai University Review of Law and Politics No.11 S109-122.)
- Umweltkatastrophen, Massenprozesse und rechtlicher Ökologieschutz in Japan (Ökologie und recht Carl Hermanns Verlag, Köln)
- Rechtfertigung und Entschuldigung medizinischer Eingriffe im japanischen Strafrecht (Rechtfertigung und Entschuldigung IV, Max-Plank-Institut,(Freiburg), Bd. 48, S.189-212)
- Die gegenwärtige Aufgabe des Wirtschaftsstrafrechts in Japan (Neue Strafrechtsentwicklungen im deutsch-japanischen Vergleich, Karl Hermann Verlag S.77-96)
- Staatsraison versus Rechtsstaat -- Zur Verfassung historischen Bedeutung der Otsu-Affäre (Verfassung und Recht in Übersee S.215-235)